# Radio Studio 54 Network
Radio Studio 54 Network là một đài phát thành tư nhân ở Ý. Cơ sở phát sóng nằm tại Locri, Calabria và đài này chủ yếu được phát sóng để phục vụ các người tại các vùng như Calabria, Sicilia và Apulia. Nó phát sống 24 trên 24 giờ mỗi ngày và có khả năng phát sóng trên toàn thế giới bằng phương tiện truyền thông theo dòng trực tuyến (tiếng Anh "internet streaming").

## Lịch sử
Đài phát thành này được thành lập tại Locri bởi Pietro Parretta và Francesco Massara và hai người bạn khác vào ngày 6 tháng 6 năm 1985. Văn phòng của đài Studio 54 Network được đặt ở Via Don Vittorio, 148 tại Locri. Khẩu hiệu của đài là, "Il bello della musica è che quando ti colpisce non senti dolore" đó là bản dịch của tiếng Ý của câu nói nổi tiếng của ca sĩ lừng danh Bob Marley, có nghĩa là "Một điều tốt về nhạc là khi nó đập tới bạn thì bạn sẽ không cảm thấy đau đớn."
Ngoài việc phát sóng trực tiếp những show trình diễn khi họ đi du lịch, đài còn phát sóng thêm những buổi hòa nhạc trực tiếp của khu vực và quốc gia, bao gồm những sự kiện tại lễ hội San Remo.

## Các chương trình
- Non-stop Info Studio 54 news, tin tức mỗi tiếng từ  7:00
- Soundtracks - il cinema alla radio, 8:40, 15:10, 23:00
- Promodisco, 12:40, 17:40, 19:40
- History Time with Luciano Procopio, 13:30, 23:30, 5:00
- Déjà vu - All days, 14:30, 21:30
- Pezzi da 90, 16:00, 22:00
- Rock Italia, 8:40, 9:45, 21:20, 23:45
- Italia in Prima Pagina, 6:00, 9:15
- Rock Collection, 14:00, 21:00
- 54 Disco Hit, 7:30, 13:00, 18:00, 22:00
- Rock a Mezzanotte, after midnight
- Action Parade, 9:45, 22:20.
- Special to Compact Disk, 10:20, 2:20
- Edizione Limitata, 20:40, 3:40.
- Concerto Impossibile, 14:30, 21:30

## Các nhân viên
Năm 2012, sau đây là những nhân viên trong đài:
- Francesco Massara, người chủ và người chỉ đạo của đài
- Luciano Procopio, người dẫn chương trình[2]
- Rossella Laface, người dẫn chương trình
- Enzo DiChiera, người dẫn chương trình
- Giuseppe Romeo, người chủ đạo âm thanh
- Mimmo De Marco, người hòa nhạc
- Aldo Cuglietta, responsible for special initiatives
- Francesco D'Augello, người tạo chương trình âm nhạc

## Studio 54 LiveTour
Studio 54 LiveTour là một chương trình ngoài trời được hình thành vào năm 2000. Các show tường thuật du lịch thường diễn ta trọn một ngày và bao gồm nhiều vị khách đặc biệt, nhạc, trò chơi, giải trí, nhảy nhót.

## Studio 54 Angels

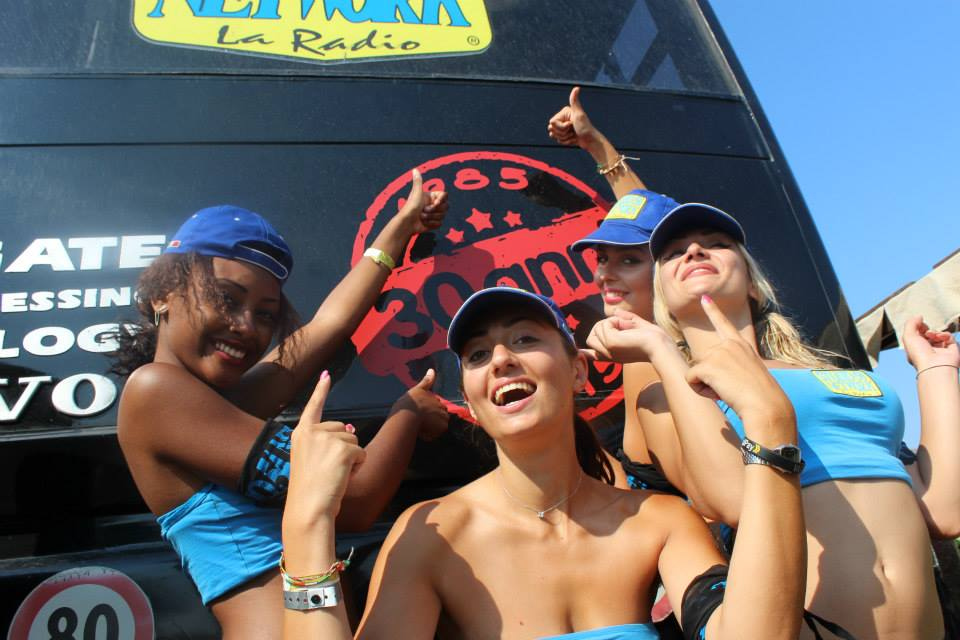
thiên thần của đài Studio 54

54 angels (thiên thần) của đài là những cô gái trên chiếc xe jeep, được dùng để hỗ trợ các hoạt động ngoài trời. Từ năm 2010, họ cũng trở thành một đội ngũ hoạt náo viên cũng xuất hiện tại những sự kiện non-Studio 54.

## Studio 54 Stargate
Studio 54 Stargate chủ trì các chương trình chính của đài và các trường trình phát sóng trực tiếp. Nó là một đài phát thanh di động được trang bị đầy đủ và studio (phòng thu hình) truyền hình bao gồm 3 phần chính: một khu điều khiển để ghi âm và truyền hình, cộng thêm hai phần nữa để phục vụ cho sản xuất và sau khi sản xuất và truyền hình âm thanh theo dòng (tiếng Anh audio-video streaming).

## Link ngoài
- Website chính của Radio Studio 54 Network (tiếng Ý)
- Radio Studio 54 Network webcast streaming